# Mateo Garralda
Mateo Garralda Larumbe (Burlada, Navarra, 1 de diciembre de 1969) es un exjugador y entrenador de balonmano español. En su palmarés personal constan, entre otros aspectos, los 463 partidos disputados en categoría absoluta con un total de 1.834 goles. Se mantuvo como jugador en activo hasta los 42 años. Ha participado en cuatro ediciones olímpicas (con dos bronces) y fue campeón del mundo en 2005 en Túnez.

## Datos biográficos
Mide 1.96 metros y tiene un peso de entorno a los 100 kilogramos. 
Es el cuarto de seis hermanos. Educado en el Colegio Hilarión Eslava donde practicaba varios deportes aunque se decidió por el balonmano «porque era muy nervioso y la idiosincrasia de esta disciplina, que se caracterizaba por un ritmo de juego trepidante, me tranquilizaba». Con 9 años comenzó a jugar en el equipo escolar de Burlada que sirvió de germen para la creación en 1982 del Club Balonmano Burlada. Cuando tan solo tenía 13 años el BM Granollers quiso ficharle pero sus padres, dueños de una floristería en Burlada, le hicieron esperar hasta los 16 años para que pudiera hacerlo. Fue entonces, alojándose en la residencia Blume, cuando conoció ya a Enric Masip y a David Barrufet. Esta relación temprana, cercana, y duradera, explica en parte hecho como el ocurrido en los Juegos Olímpicos de Atlanta (1996) cuando Masip, por lesión, no pudo estar en el podio para recibir la que fue la primera medalla olímpica del equipo español, el bronce, que Garralda compartió, literalmente, con él tras recibirlo como se lo había prometido. El gesto, que pasó de lo personal y particular al ámbito público tuvo un importante eco a nivel mundial.
Estuvo en los últimos años de vida de un histórico español de este deporte, el Atlético de Madrid y fichó por el Teka Cantabria donde ganó la Liga Asobal dos años seguidos (1993 y 1994), la Copa IHF (1993) y la Supercopa de España (1993).
Cuando en 1994 fichó por el FC Barcelona, procedente del Teka, era descrito como «un lateral de mucha fuerza y de lanzamiento potente» que «se convirtió en una de las piezas clave del equipo».
Otro de sus hitos deportivos se produjo durante el Campeonato Mundial de Balonmano de 1999 celebrado en Egipto y donde el combinado español logró una medalla de plata.
En 2011 fue homenajeado en Burlada con el lanzamiento del chupinazo inicial de las fiestas.
Abandonó la práctica del balonmano en 2012 con 42 años, pasando a entrenar a su último equipo, el Quabit Guadalajara de la Liga ASOBAL ayudado por el asturiano Ike Cotrina. Tras un ciclo de seis años como entrenador de la Selección de balonmano de Chile, continuó entrenando al Zamalek Sporting Club y al Mudhar Club antes de recalar en el equipo italiano Albatro Siracusa.
Jugaba de lateral derecho. Disputó con la selección española cuatro ediciones de los Juegos Olímpicos: Barcelona 1992, Atlanta 1996, Sídney 2000 y Atenas 2004. En el Campeonato Mundial de 2005 en Túnez fue elegido como el mejor lateral derecho del campeonato, al igual que en el campeonato del mundo de Suecia 1993.

## Equipos

### Como jugador
- BM Burlada
- BM Granollers (1986 - 1991)
- BM Atlético de Madrid (1991 - 1992)
- GD Teka (1992 - 1994)
- FC Barcelona (1994 - 1999)
- Portland San Antonio (1999 - 2006)
- CB Ademar León (2006 - 2008)
- KIF Kolding (2008 - 2011)
- Quabit Guadalajara (2011-2012)

### Como entrenador
- Quabit Guadalajara (2012-2014)
- Stiinta Dedeman Bacau (2014)
- Selección de Puerto Rico (2015)
- Selección de Chile (2016-2022)
- Zamalek Sporting Club (2022-2023)
- Mudhar Club (2023)
- Albatro Siracusa (2023-)

## Palmarés
- Campeón de 6 Copa de Europa de Balonmano: 1994, 1996, 1997, 1998, 1999 y 2001
- Campeón de 3 Recopa de Europa de Balonmano: 1995, 2000 y 2003
- Campeón de 1 Copa EHF: 1993
- Campeón de 4 Supercopa de Europa de Balonmano: 1996, 1997, 1998 y 2000
- Campeón de 8 Liga ASOBAL: 1992, 1993, 1996, 1997, 1998, 1999, 2002 y 2005
- Campeón de 3 Copa del Rey de Balonmano: 1997, 1998 y 2001
- Campeón de 2 Copa ASOBAL: 1995 y 1996
- Campeón de 3 Supercopa de España de Balonmano: 1993, 1997 y 1998
- Campeón de 1 Liga danesa de balonmano: 2009
- Campeón de 1 Supercopa de Rumanía de Balonmano: 2014.

### Selección de España
- Medalla de oro en el Campeonatos del Mundo de Túnez de 2005
- Medalla de plata en el Campeonato de Europa de 1996
- Medalla de plata en el Campeonato de Europa de 1998
- Medalla de plata en el Campeonato de Europa de 2006
- Medalla de plata en el Campeonato Panamericano de Balonmano Masculino de 2016
- Medalla de bronce en el Campeonato de Europa de 2000
- Medalla de bronce en los Juegos Olímpicos de Atlanta 1996
- Medalla de bronce en los Juegos Olímpicos de Sídney 2000

## Condecoraciones
| Distinción                                       | Año  |
| ------------------------------------------------ | ---- |
| Medalla de Oro - Real Orden del Mérito Deportivo | 2013 |